# 橋浦村
橋浦村（はしうらむら）は、昭和30年（1955年）まで宮城県桃生郡の北東部にあった村。現在の石巻市北上町橋浦・北上町女川・北上町長尾にあたる。

## 沿革
- 明治22年（1889年）4月1日 - 町村制施行にともない、橋浦村・女川村・長尾村の計3か村が合併して新制の橋浦村となる。
- 昭和30年（1955年）3月30日 - 本吉郡十三浜村と合併し、桃生郡北上村となる。

## 行政
- 歴代村長

| 代 | 氏名         | 就任                      | 退任                      | 備考 |
| -- | ------------ | ------------------------- | ------------------------- | ---- |
| 1  | 佐々木藤三郎 | 明治23年（1890年）4月     | 明治25年（1892年）10月    |      |
| 2  | 首藤正三郎   | 明治25年（1892年）10月    | 明治29年（1896年）7月     |      |
| 3  | 佐藤琢磨     | 明治29年（1896年）10月    | 明治30年（1897年）2月     |      |
| 4  | 佐藤時右ェ門 | 明治30年（1897年）3月     | 明治32年（1899年）1月     |      |
| 5  | 林毅         | 明治32年（1899年）1月     | 明治32年（1899年）7月     |      |
| 6  | 矢野惟理     | 明治32年（1899年）7月     | 明治33年（1900年）6月     |      |
| 7  | 横山常松     | 明治33年（1900年）7月     | 明治34年（1901年）7月     |      |
| 8  | 大友喜四郎   | 明治35年（1902年）2月     | 明治35年（1902年）3月     |      |
| 9  | 加納善兵衛   | 明治35年（1902年）5月     | 明治38年（1905年）8月     |      |
| 10 | 今野勝治     | 明治38年（1905年）9月     | 明治42年（1911年）9月     |      |
| 11 | 藤原半兵衛   | 明治42年（1911年）2月     | 大正4年（1915年）1月      |      |
| 12 | 石山兵記     | 大正4年（1915年）3月      | 大正7年（1918年）3月      |      |
| 13 | 武山貞祐     | 大正7年（1918年）3月      | 大正7年（1918年）10月     |      |
| 14 | 今野勝治     | 大正7年（1918年）10月     | 大正8年（1919年）8月      | 再任 |
| 15 | 大内八十治   | 大正8年（1919年）10月     | 大正9年（1920年）3月      |      |
| 16 | 今野勝治     | 大正9年（1920年）11月     | 大正10年（1921年）6月     | 三任 |
| 17 | 伊藤源三     | 大正10年（1921年）6月     | 大正10年（1921年）6月     |      |
| 18 | 鈴木斉       | 大正10年（1921年）6月     | 大正10年（1921年）12月    |      |
| 19 | 細川信       | 大正10年（1921年）12月    | 大正14年（1925年）6月     |      |
| 20 | 後藤養治     | 大正14年（1925年）6月     | 大正14年（1925年）10月    |      |
| 21 | 我妻正人     | 大正14年（1925年）10月    | 昭和4年（1929年）10月     |      |
| 22 | 今野勝人     | 昭和4年（1929年）10月     | 昭和5年（1930年）5月      |      |
| 23 | 武山栄輔     | 昭和5年（1930年）5月      | 昭和9年（1934年）5月      |      |
| 24 | 今野農事     | 昭和9年（1934年）5月      | 昭和13年（1938年）5月     |      |
| 25 | 佐藤秀吉     | 昭和13年（1938年）5月     | 昭和20年（1945年）11月    |      |
| 26 | 大内重治郎   | 昭和20年（1945年）11月    | 昭和21年（1946年）11月    |      |
| 27 | 石山憲造     | 昭和21年（1946年）12月    | 昭和22年（1947年）3月     |      |
| 28 | 武山宗一     | 昭和22年（1947年）4月     | 昭和25年（1950年）2月     |      |
| 29 | 我妻源平     | 昭和25年（1950年）4月     | 昭和29年（1954年）4月     |      |
| 30 | 大内重治郎   | 昭和29年（1954年）4月15日 | 昭和30年（1955年）3月29日 | 再任 |